# Chonala masoni
Chonala masoni is een vlinder uit de familie van de Nymphalidae, uit de onderfamilie van de Satyrinae. De soort is voor het eerst wetenschappelijk beschreven door Henry John Elwes in een publicatie uit 1882.

## Verspreiding
De soort komt voor in India (Sikkim), Bhoetan en Tibet.

## Biotoop
De vlinder komt voor in berggebieden tussen 2600 en 3400 meter.